# Casa-Muzeu Bilca
Casa-Muzeu Bilca, cunoscută și sub numele de Casa „George Muntean”, este un muzeu cu profil etnografic și memorial din comuna Bilca, județul Suceava, înființat în anul 2000 într-o casă tradițională construită în a doua jumătate a secolului al XIX-lea.

## Istoric și descriere
Casa se află în centrul satului Bilca, la nr. 1128 și datează din a doua jumătate a secolului al XIX-lea. Casa-Muzeu din Bilca, reprezentativă pentru zona etnografică Rădăuți, este o construcție de tip cameră–tindă–cameră având temelia din piatră de râu, pereții din cununi de bârne îmbinate în „coadă de rândunică” și acoperiș din draniță în patru ape. Interioarele sunt amenajate cu mobilier tradițional (paturi, laițe, blidare, polițe, cuiere, lăzi de zestre), iar țesăturile (scoarțe, lăicere, grindărașe, ștergare de perete), icoanele și obiectele de uz casnic ilustrează organizarea caselor de locuit tradiționale, completate și cu obiecte personale ce au aparținut familiei. Alături de casa de locuit, gospodăria Bilca include șura și grajdul (amenajate cu piese din inventarul gospodăresc), fântâna, poarta și gardul din scândură acoperite cu draniță.
Casa a fost donată de către scriitorii George Muntean și Adela Popescu Muzeului Bucovinei, fiind întemeiată astfel prima secțiune masonică muzeală rurală din România contemporană. Probabil că este și prima în lume cu un asemenea profil.
George Muntean (1932-2004) a fost membru al lojei masonice din Bucovina, scriitor și om politic, candidând la președinția României în anul 1996, din partea Partidului Pensionarilor. A fost căsătorit, din 8 martie 1956, cu poeta Adela Popescu, absolventă a Facultății de Litere din București, membră a Uniunii Scriitorilor și a altor asociații și societăți, autoare a volumului de versuri Între noi, timpul.
Născut din părinți țărani, George Muntean, împreună cu soția sa, au completat și organizat muzeal gospodăria străveche din Bilca în care au locuit, donând-o, la data de 1 iunie 2000, Muzeului Bucovinei, instituție cu sediul în Suceava, care o administează și de care aparține în prezent. Casa-Muzeu „George Muntean” reprezintă un elogiu adus masonilor țărani români, în frunte cu Horea. Tot în localitatea Bilca se află Casa memorială „Traian Brăileanu” (sociolog, profesor universitar, ministru în guvernul Averescu).